# Dekrety polskie
Nie należy mylić z tzw. dekretem o Polakach (Polenstrafrechtsverordnung) z 1941 r.

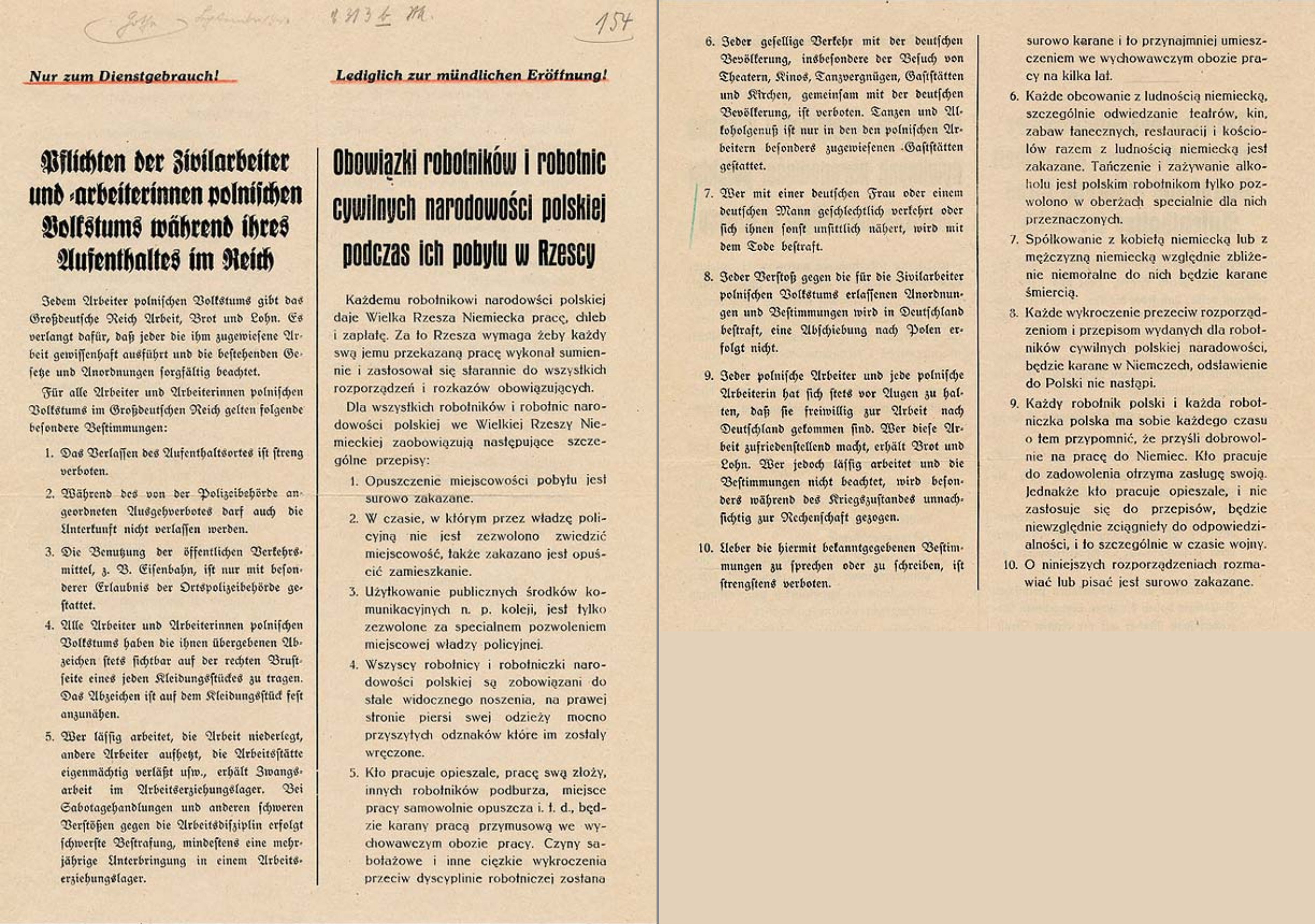
„Obowiązki robotników i robotnic cywilnych narodowości polskiej podczas pobytu w Niemczech”

Dekrety polskie (niem. Polenerlasse, Polen-Erlasse) – dekrety wydane przez nazistowskie Niemcy 8 marca 1940. Regulowały one sytuacje polskich robotników przymusowych w III Rzeszy (Zivilarbeiter).

## Treść zarządzeń
Zarządzenia te specyficznie wprowadzały różne sposoby dyskryminacji polskich robotników, m.in.:
- Obowiązek oznaczenia literą „P”, trwale przymocowaną do każdej sztuki noszonego ubrania i wyraźnie widoczną.
- Płace znacznie mniejsze niż dla niemieckich czy zachodnich robotników.
- Znacznie mniejsze racje żywnościowe niż dla niemieckich czy zachodnich robotników.
- Zakaz opuszczania miejsca pobytu.
- Zakaz wychodzenia po zmroku (objęcie godziną policyjną).
- Zakaz odwiedzania niemieckich barów, restauracji i imprez tanecznych.
- Zakaz korzystania z publicznych środków transportu.
- Zakaz uczęszczania do kościoła.

Wiosną 1942 roku przyjęto rozporządzenia dla robotników wschodnich (Ostarbeiter), tzw. dekrety o robotnikach wschodnich (Ostarbeiter-Erlasse).